# Galleria d'arte contemporanea (Assisi)

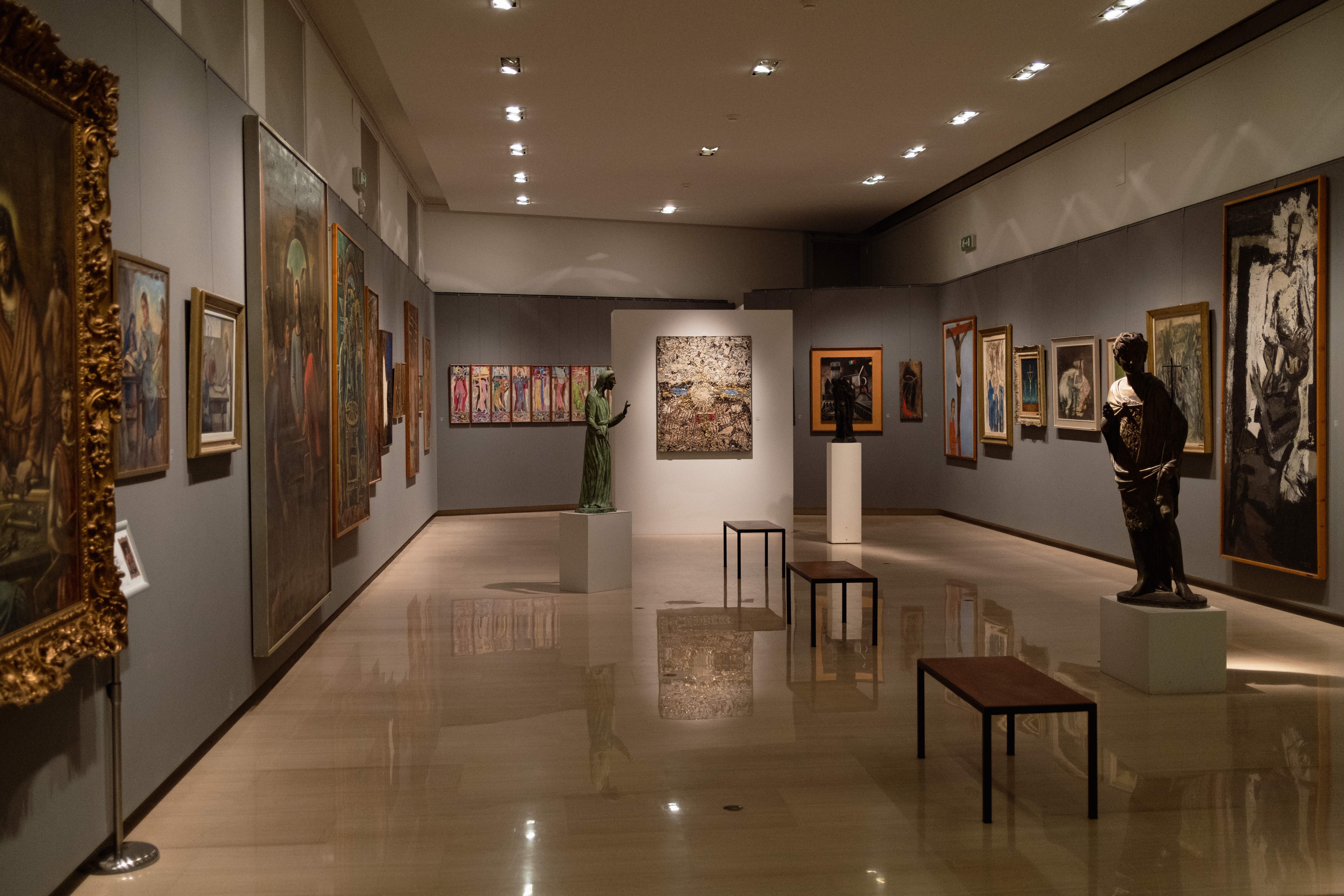
Sala dedicata all'iconografia del Gesù Divino Lavoratore. Foto di Ilaria Manini

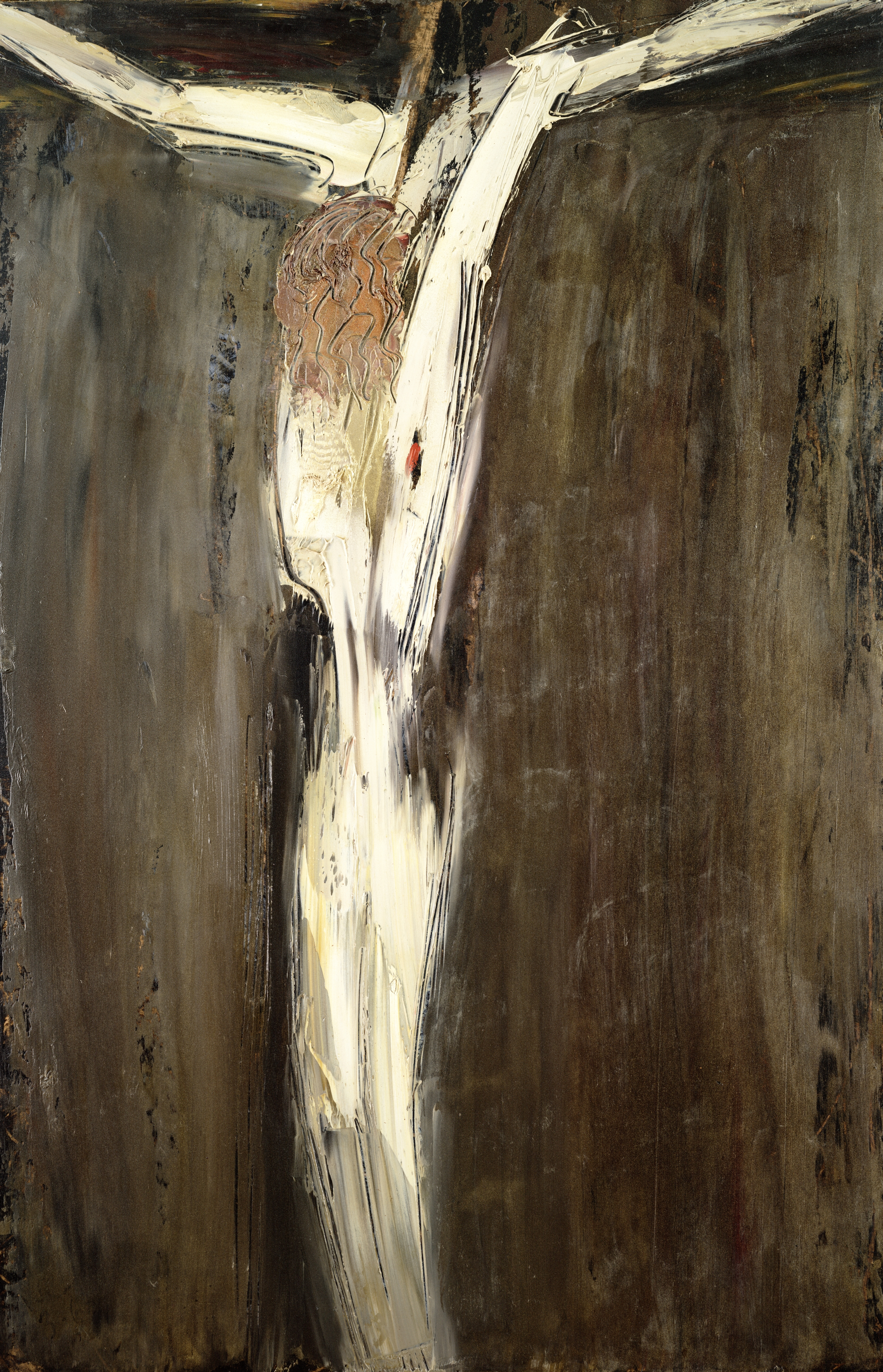
William Condon, Crocifisso n.2, 1960, Tecnica mista su faesite, Galleria d'Arte Contemporanea della Pro Civitate Christiana, Assisi

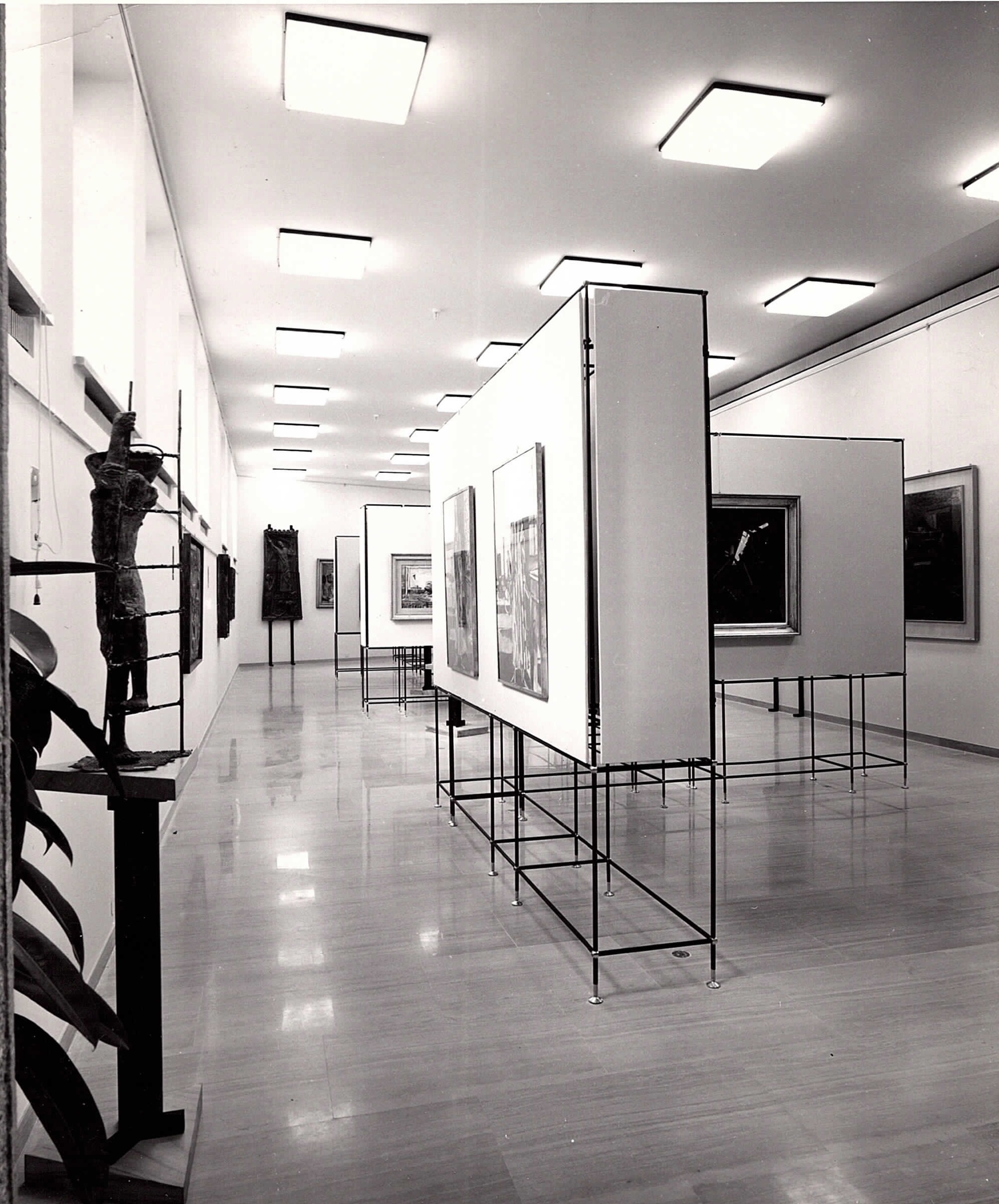
Allestimento originale, 1961, architetto Pina Ciampani, una delle sale della Galleria d'Arte Contemporanea della Pro Civitate Christiana, Assisi

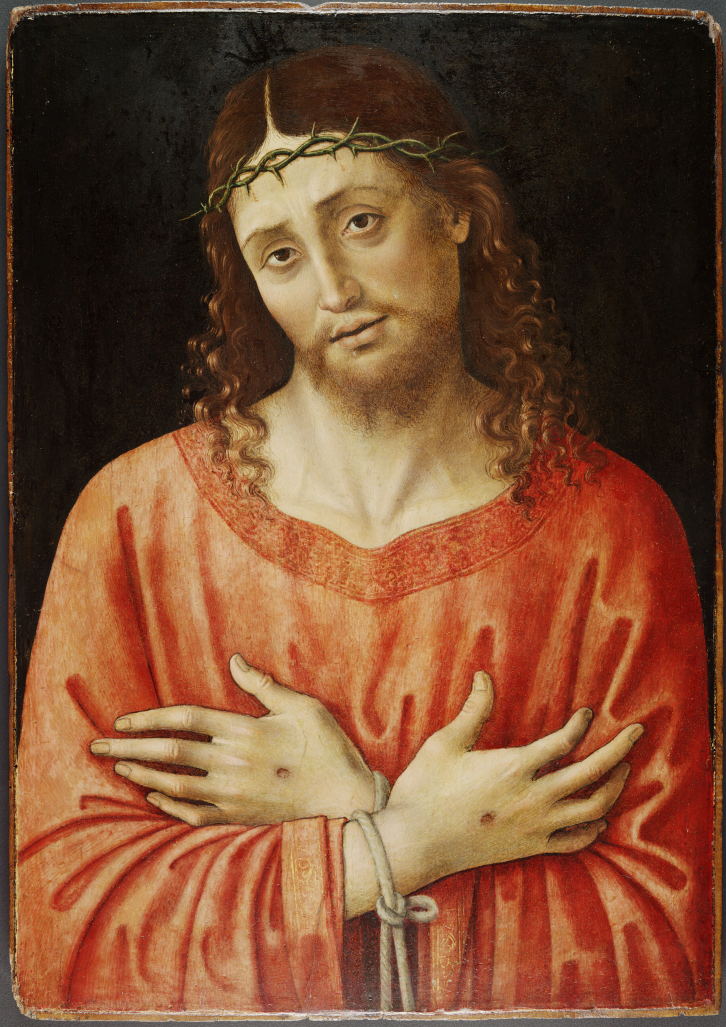
Andrea Solario, Ecce Homo (Cristo coronato di spine), olio su tavola, ca 1500, cm. 54x38

La Galleria d'Arte Contemporanea è una delle raccolte dell'Osservatorio cristiano della Pro Civitate Christiana (PCC) di Assisi.  L’Osservatorio, edificio di particolare interesse architettonico progettato dall'architetto Pina Ciampani nel 1961, ospita una Galleria d'arte, una Biblioteca e una Fonoteca e intendeva documentare la figura di Cristo nel mondo culturale antico e contemporaneo.
La Galleria è organicamente inserita nella Rete dei Musei Ecclesiastici dell’Umbria; ha aderito al Sistema Museale Regionale e all’AMEI (Associazione Musei Ecclesiastici Italiani); ha rapporti con l'Ufficio Nazionale per i Beni Culturali Ecclesiastici CEI. Dal 2000 è stata costituita l’Associazione Amici dell’Osservatorio con l’obiettivo di sostenere le attività e di realizzare iniziative che hanno contribuito al prestigio e alla conoscenza dell’Osservatorio stesso.

## Storia
La Galleria d'Arte Contemporanea della PCC è il risultato di un processo graduale ed empirico, avviato all'inizio degli anni Quaranta (1941) con l'iniziale costituzione dell'archivio iconografico. Secondo le intenzioni del suo fondatore, Don Giovanni Rossi, la Galleria d'arte non doveva essere un museo di oggetti o immagini sacre, né tantomeno devozionali, ma uno strumento di apostolato e di evangelizzazione capace di testimoniare le più attuali e differenti ricerche estetiche incentrate sui temi biblici e, soprattutto, sulla figura di Gesù. Come gli altri uffici dell'Osservatorio cristiano di cui fa parte, fu voluta per documentare attraverso le opere d'arte la presenza cristologica nella società moderna: opere d'arte a soggetto religioso, ma prive di valenze liturgiche o cultuali in quanto destinate ad una collocazione museale e non ecclesiastica.
La Pro Civitate Christiana ha organizzato fin dalla sua fondazione l'acquisizione di alcune opere esposte dagli artisti nelle mostre Personali di arte cristiana, poi negli anni cinquanta e sessanta ha promosso concorsi e commissioni rivolte ai più grandi artisti contemporanei sul tema iconografico di Gesù Divino Lavoratore, dando vita ad opere di notevole valore.
Un'altra importante iniziativa è stata condotta in collaborazione con le Accademie d'arte, per avvicinare i giovani artisti al tema di Cristo. L'assegnazione di premi nelle grandi rassegne nazionali e nelle principali mostre d'arte sacra ha inoltre portato altri contributi alla raccolta.
Molte opere d'arte afro-asiatica di grande interesse sono state acquisite in occasione dell'Anno Santo del 1950. In seguito sono state acquistate la raccolta di stampe antiche a soggetto cristologico e le 58 incisioni del Miserere di Georges Rouault.

## Sezioni della Galleria
Il museo espone in quattro sale dipinti, sculture, stampe e documenti vari.
- La sala A presenta grandi dipinti di Aldo Carpi de' Resmini, Mario Tozzi e Felice Carena.
- La sala B espone opere di pittura e scultura contemporanea di artisti credenti e non credenti sulla figura di Cristo e in particolare sul tema di Gesù Lavoratore. Tra i principali autori: Carlo Carrà, Gisberto Ceracchini, Giorgio De Chirico, Gerardo Dottori, Franco Gentilini, Francesco Messina, Fausto Pirandello, Ottone Rosai, Fiorenzo Tomea.
- La sala C è dedicata alla scultura, con opere di Alfredo Biagini, Venanzo Crocetti, Agenore Fabbri, Pericle Fazzini, Emilio Greco.
- La sala D espone alcune pitture di William Congdon; sono presentati anche medaglie e piccole sculture.

La galleria custodisce una collezione di oltre 1500 stampe antiche (dei maggiori incisori dei secoli XVI - XIX), organizzata per soggetto (momenti della vita di Cristo): tramite inventari cartaceo ed elettronico, può essere studiata per autore, incisore, o secondo criteri di storia dell'arte e della stampa. Di notevole interesse anche le stampe e i disegni contemporanei di artisti dei quali generalmente la Galleria possiede anche opere di pittura o scultura (quali Carpi, Crocetti, De Chirico, Biagini), e le xilografie di Pietro Parigi.

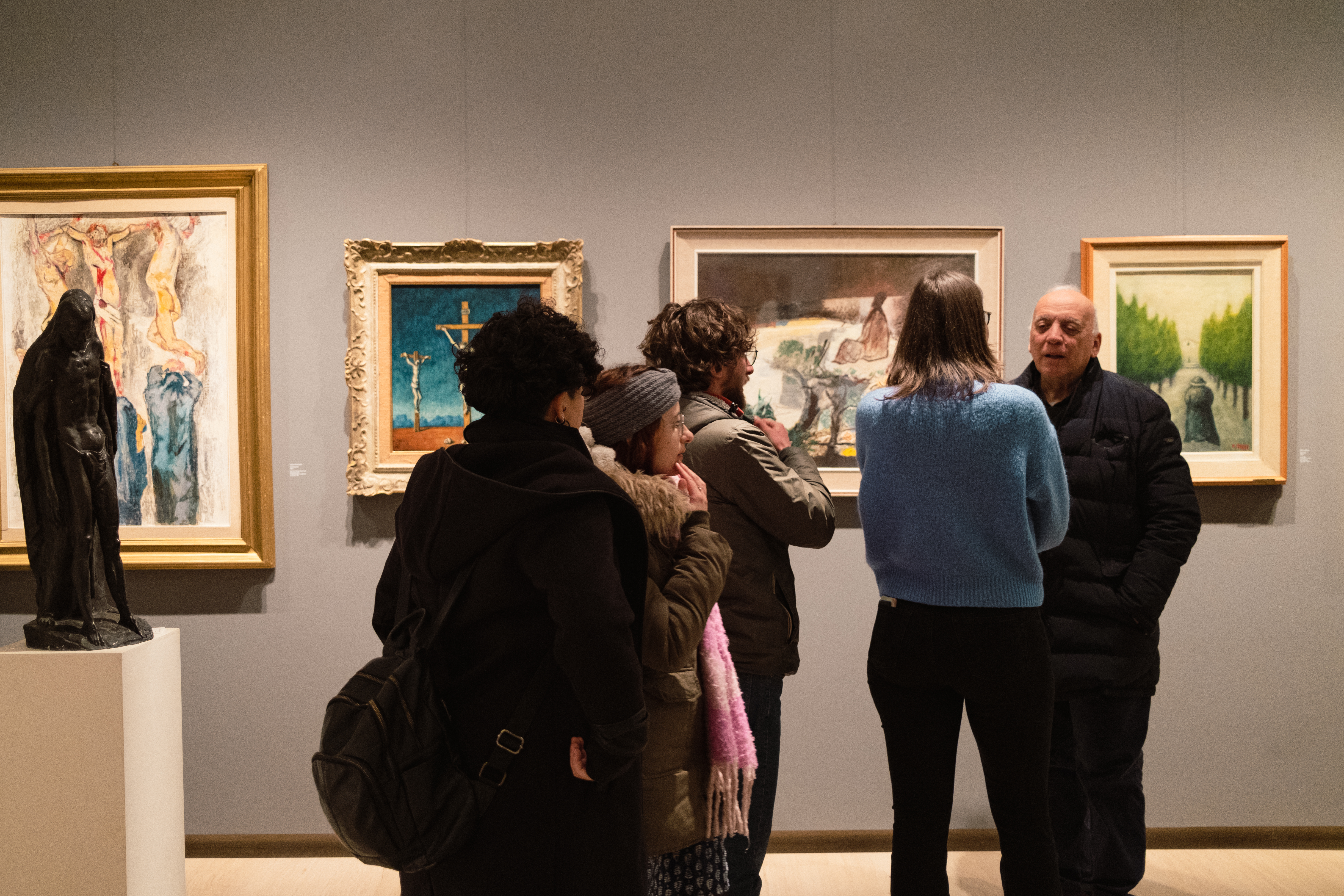
Sala B della Galleria d'Arte Contemporanea. Visitatori in occasione dell'evento Una Notte Al Museo in collaborazione con il gruppo FAI di Assisi. Foto di [https://ilariamanini.myportfolio.com/click-here Ilaria Manini

Uno spazio è dedicato al settore iconografico, che raccoglie moltissime fotografie di opere d'arte sia antica che contemporanea, sempre inerenti al soggetto cristologico.

Infine un'insolita sezione esamina l'espressione infantile, documentando il lavoro condotto con le scuole di base del territorio sui nuovi e antichi strumenti e linguaggi della comunicazione.

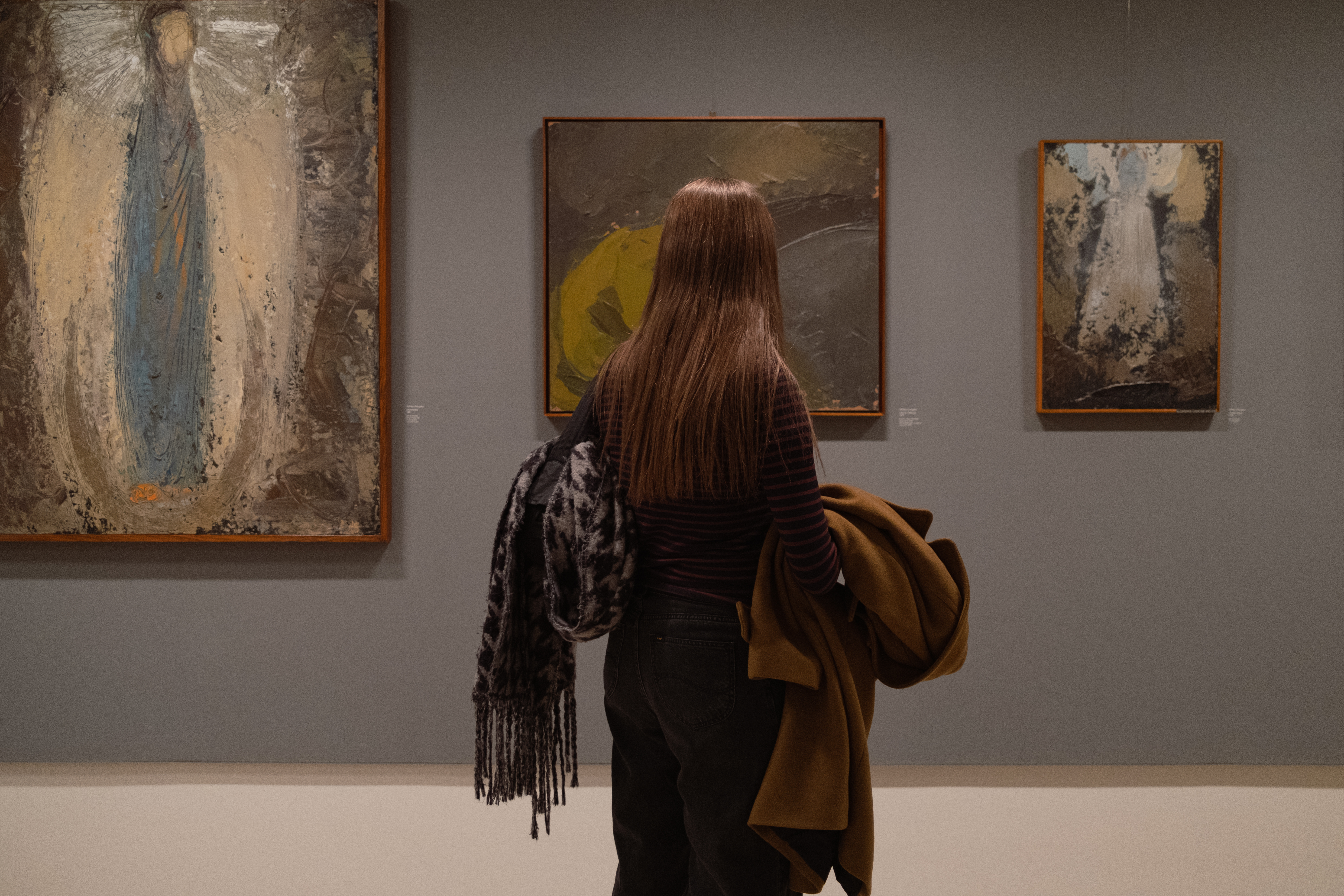
Sala D della Galleria d'Arte Contemporanea dedicata alle opere del pittore statunitense William Congdon. Foto di Ilaria Manini

## Collegamenti esterni

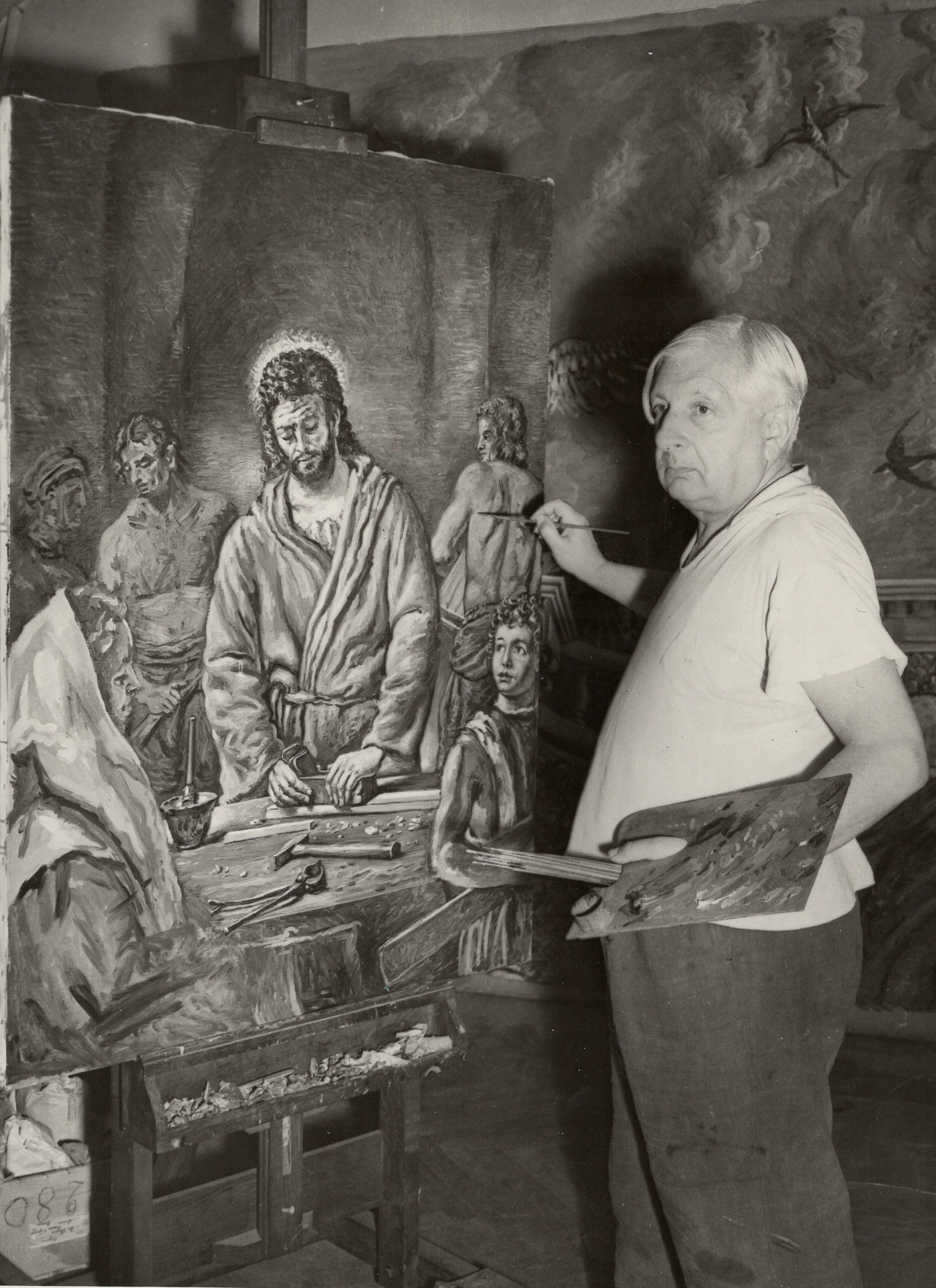
Giorgio De Chirico, Gesù Divino Lavoratore, 1951, foto d'epoca, Archivio Galleria Arte Contemporanea della Pro Civitate Christiana, Assisi

Giorgio De Chirico, Gesù Divino Lavoratore, 1951, Olio su tela, Galleria d'Arte Contemporanea della Pro Civitate Christiana, Assisi